# Lawentuchefe
Lawentuchefe o lawentufe hace referencia a una médica mapuche especializada en el conocimiento, preparación y la aplicación de la medicina herbolaria. Una lawentuchefe cosecha ritualmente sus plantas medicinales en sitios sagrados como los menokos. La lawentuchefe luego prepara remedios con las plantas cosechadas para tratar la enfermedad a partir de infusiones, masajes, compresas, enemas (gnahuentún) y vomitivos (rapitún). Tanto en la cosecha de las plantas, como en la preparación y aplicación de los remedios, las acciones de la lawentuchefe están impregnadas por la cosmovisión mapuche y el mapudungun, en donde —entre otros aspectos— la naturaleza se encuentra viva por lo que el respeto y el pedir permiso son indispensables para el proceso de curación de la enfermedad.
Para convertirse en lawentuchefe, una persona puede haber tenido sueños premonitorios en la infancia en donde recibe el don. También puede recibir el don a partir de una transmisión hereditaria de la madre, la abuela u otra pariente. En su proceso de aprendizaje recibe los conocimientos de otra lawentuchefe o tiene facilidades para aprender las propiedades de las hierbas medicinales y los remedios naturales por sí sola.
La palabra ḻaweṉtuchefe viene del mapudungun y se desglosa en ḻaweṉtun, "aplicar remedios", che, "persona" y el sufijo agentivo -fe.
Hoy en día, en Chile, las lawentuchefe ofrecen sus servicios no solo en sus comunidades sino dentro de hospitales, como el Hospital Dr. Dino Stagno Maccioni en La Araucanía o el Hospital Juana Ross de Peñablanca en Valparaíso. Dentro de los programas de salud intercultural, participan en la atención de los pacientes por lo menos una machi, una lawentuchefe y un facilitador intercultural.

## Relación con la machi
Una lawentufe se diferencia de una machi en que el primero solo utiliza sus conocimientos y las plantas medicinales para tratar las dolencias de un paciente, mientras que la segunda no solo conoce de plantas medicinales sino es también capaz de entrar en estado de trance y posee instrumentos como un rehue, un wada y un cultrún. La machi conduce ceremonias a través de cánticos y rogativas en pacientes con enfermedades de origen sobrenatural.
Un paciente puede ir primero ante una machi para recibir un diagnóstico de su enfermedad. La machi puede prescribirle ciertas hierbas medicinales que le serán dadas por la lawentuchefe.